# Apamea beneditoi
Apamea beneditoi är en fjärilsart som beskrevs av Ramon Agenjo Cecilia 1945. Apamea beneditoi ingår i släktet Apamea och familjen nattflyn. Inga underarter finns listade i Catalogue of Life.